# Gateway Logistics Services
Il Gateway Logistics Services (GLS) sarà una serie di voli spaziali senza equipaggio verso la stazione spaziale Lunar Gateway, con lo scopo di fornire servizi logistici al Gateway. Supervisionati dal Gateway Logistics Element della NASA, i voli saranno operati da fornitori commerciali, contrattualizzati dall'agenzia a supporto delle spedizioni con equipaggio al Gateway effettuate nell'ambito del programma Artemis. A partire da marzo 2020, SpaceX è l'unica azienda incaricata di fornire i servizi.

## Descrizione
I Gateway Logistics Services sono stati modellati su precedenti iniziative della NASA con fornitori commerciali, come i servizi di rifornimento commerciale alla Stazione spaziale internazionale e il Commercial Crew Program. Attraverso i servizi, il Gateway sarà dotato di forniture, strumenti scientifici e moduli HLS (Human Landing System). La NASA ha cercato per la prima volta input dal settore privato su un quadro di appalti attraverso una manifestazione di interesse pubblicata nell'ottobre 2018. Dopo che tale quadro fu approvato dal Congresso degli Stati Uniti nel dicembre 2018, l'agenzia ha pubblicato una bozza per la sua richiesta di proposte per servizi di rifornimento al Gateway il 14 giugno 2019 mentre il 16 agosto fu pubblicata la proposta finale. Basata sull'acquisizione di contratti a prezzo fisso per un valore totale di 7 miliardi di dollari in quindici anni, la proposta per i GLS prevedeva dei requisiti specifici, tra cui l'utilizzo di veicoli spaziali in grado di trasportare almeno 3.400 chilogrammi (7.500 libbre) di carico pressurizzato e 1.000 chilogrammi (2.200 libbre) di carico non pressurizzato da e verso il Gateway su ogni volo. I veicoli spaziali dovevano anche essere in grado di durare fino a un anno ancorati al Gateway.  La richiesta offriva anche un minimo di due missioni al Gateway per potenziali offerenti. Sierra Nevada Space Systems avanzò il proprio interessamento durante un evento del novembre 2019. Nel marzo 2020, la NASA annunciò SpaceX come il primo appaltatore GLS, con la società che ha contemporaneamente svelato il veicolo spaziale Dragon XL da utilizzare nei loro voli verso il Gateway. Il veicolo spaziale è in grado di trasportare 5.000 chilogrammi (11.000 libbre) di carico pressurizzato e non pressurizzato in totale fino al Gateway.